# 205 km (Kazachstan)
205 km (kaz. 205 км, ros. 205 км) – przystanek kolejowy w pobliżu miejscowości Köktuma, w rejonie Ałaköl, w obwodzie żetysuskim, w Kazachstanie. Położony jest na linii Aktogaj - Urumczi, na trasie Nowego Jedwabnego Szlaku.
Przystanek powstał w niepodległym Kazachstanie. Wcześniej obok Köktumy znajdował się przystanek 198 km, zlokalizowany na zachód (w stronę Aktogaju) od współczesnego przystanku. 